# Naja nubiae
Espèce
Naja nubiae est une espèce de serpents de la famille des Elapidae. 

## Répartition

Répartition connue de Naja nubiae en 2014.

Cette espèce se rencontre en Égypte (le long de la partie méridionale de vallée du Nil, montant au Nord jusque près d'Assiout), au Soudan (principalement le long de la vallée du Nil, mais aussi ponctuellement ailleurs dans le pays de manière très dispersée), en Érythrée (surtout dans l'ouest du pays, et ponctuellement au sud-est), au Tchad (une seule localisation connue) et au Niger (répertorié dans l'Aïr).
Il s'agit probablement d'une espèce relique, qui témoigne d'une distribution étendue durant les périodes où le Sahara était plus humide.

## Habitat
Ce serpent habite des régions arides où il recherche cependant des zones plus humides avec de la végétation.
En Égypte et au Soudan, il habite surtout les bordures entre le désert et les zones cultivées de la vallée du Nil. On le trouve aussi sur les berges rocheuses et les zones désertiques autour du lac Nasser.

## Description
Le cobra de Nubie est une espèce de taille moyenne pour le genre Naja, atteignant au maximum 151 cm, mais faisant généralement moins de 120 cm. Sa tête est assez grosse par rapport à son corps. Sa coloration est assez uniformément beige sable à brun acajou, plus clair chez les jeunes individus. Une petite barre oblique noire existe sous l’œil, dessinant comme une larme. La nuque est marquée par un collier noir ou sombre qui ne marque que peu la face ventrale. Une seconde bande noire plus large marque la face dorsale et aussi la face ventrale en bas du capuchon, la rendant très visible lorsque le serpent se dresse. Une bande sombre supplémentaire peut être présente. Sur la face ventrale du capuchon, entre le collier et la première large bande noire se trouve une zone plus claire sur le cou comportant deux petites taches noires (ce qu'on retrouve plus ou moins différemment chez beaucoup d'autres espèces de cobras)
L'holotype de Naja nubiae, un mâle, mesure 788 mm dont 134 mm pour la queue.
Avant la description de cette espèce, ses populations, peu étudiées, étaient considérées comme incluses dans l'espèce Naja pallida, malgré les différences morphologiques.

## Venimosité
Comme tous les cobras, c'est un serpent très venimeux.
C'est un cobra cracheur.

## Étymologie
Son nom d'espèce lui a été donné en référence à la Nubie, car l'espèce est présente le long de la vallée du Nil en Haute-Égypte et au nord du Soudan. La plupart des spécimens capturés venaient de cette région.

## Publication originale
- Wüster & Broadley, 2003 : A new species of spitting cobra (Naja) from north-eastern Africa (Serpentes: Elapidae). Journal of Zoology, vol. 259, p. 345–359 (texte intégral).